# شاهزاده و گدا (فیلم ۱۹۳۷)
«شاهزاده و گدا» (انگلیسی: The Prince and the Pauper (1937 film)) فیلمی در ژانر درام به کارگردانی ویلیام کیلی و ویلیام دیترله است که در سال ۱۹۳۷ منتشر شد.

## بازیگران
- ارول فلین
- کلود رینس
- بارتون مک‌لین
- آلن هیل
- لایونل بلمور
- تام ریکتس
- لئو وایت
- تام ویلسون
- رابرت وارویک
- جیمی اوبری
- لایونل براهام
- فرانک هاگنی
- ماری کینل
- ویل استنتون

## دوبله فارسی
? - بابی ماچ (شاهزاده ادوارد)
? - گدا بیلی ماچ (تام کانتی)
مهوش افشاری - مادر تام کانتی
چنگیز جلیلوند - ارول فلین (مایلز هندون)
احمد رسول زاده - مونتاگ لاو (پادشاه هنری)
ناصر نظامی - کلود رینس (ارل هارتفورد)
بهرام زند - دوک نورفلک و پدر روحانی
نصرا... مدقالچی - بارتون مک لین (جان کانتی)